# Municipio de Caimito
Municipio de Caimito är en kommun i Kuba.   Den ligger i provinsen Artemisa, i den västra delen av landet, 30 km sydväst om huvudstaden Havanna.